# Jodocus Hondius
Jodocus Hondius, v nizozemské verzi jména Joost de Hondt (17. října 1563 Wakken – 12. února 1612 Amsterdam) byl belgicko-nizozemský kartograf. Jedna z významných postav zlatého věku nizozemské kartografie, která pomohla v 17. století udělat z Amsterdamu centrum kartografie v Evropě. Nejvíce se proslavil svými ranými mapami Nového světa a Evropy a obnovením reputace díla Gerarda Mercatora, jehož desky zdědil. Ve svých raných letech se též etabloval jako rytec a výrobce hudebních nástrojů. Vytvořil známé portréty Francise Drakea, které jsou nyní v Národní portrétní galerii v Londýně.